# Ascalaphus gromieri
Ascalaphus gromieri is een insect uit de familie van de vlinderhaften (Ascalaphidae), die tot de orde netvleugeligen (Neuroptera) behoort. 
Ascalaphus gromieri is voor het eerst wetenschappelijk beschreven door Navás in 1921.